# Syllepte solilucis
Syllepte solilucis là một loài bướm đêm trong họ Crambidae.